# Arbeitserziehungslager Etzenhofen
Das Arbeitserziehungslager Etzenhofen wurde Anfang 1943 als betriebliches Straflager der Röchlingschen Eisen- und Stahlwerke (RESW; Vorläufer der Völklinger Hütte) für ausländische Zwangsarbeiter in Köllerbach, einem Stadtteil von Püttlingen im heutigen Saarland eingerichtet.

## Lagergeschichte
Die RESW  hatte 1942 ständig neue ausländische Zwangsarbeiter als Ersatz für zum Kriegsdienst einberufene Stammarbeiter angefordert. Um weitere Unterbringungsmöglichkeiten zu schaffen, waren Verhandlungen geführt worden, ein fast leerstehendes Arbeitslager in Etzenhofen zu übernehmen. Ob das Lager ursprünglich von der Organisation Todt, dem Reichsarbeitsdienst oder den Reichsautobahnen betrieben worden war, ist unklar. Ende Januar 1943 brannten jedoch Wirtschaftsräume und eine Schlafbaracke in dem gewünschten Objekt ab.
Etwa zeitgleich schuf der Reichsführer SS und Chef der Polizei Heinrich Himmler mit dem Erlass über die Bekämpfung des Arbeitsvertragsbruchs ausländischer Arbeitskräfte vom 15. Dezember 1942 für Unternehmen die Möglichkeit, betriebliche Arbeitserziehungslager einzurichten, um die Zahl der Arbeitsvertragsbrüchigen und das Ausmaß der Bummelei zu reduzieren. Das Reichssicherheitshauptamt und der Generalbevollmächtigte für den Arbeitseinsatz erließen bis Ende 1943 weitere Bestimmungen, die die Strafkompetenzen der Betriebsleitungen stärkten. Dadurch sollten Zwangsarbeiter, die zuvor nach der Verhaftung durch die Gestapo oft nicht mehr zurückkehrten, nach der Inhaftierung im Arbeitserziehungslager weiterhin im Betrieb eingesetzt werden können. Ob das Arbeitserziehungslager Etzenhofen auf Initiative der Röchlingwerke unter Betriebsführer Hans-Lothar von Gemmingen oder aber der Saarbrücker Gestapo unter Johannes Rentsch bzw. des Gauleiters Josef Bürckel gegründet wurde, ist wegen widersprüchlicher Zeugenaussagen unklar. Die Interessen der Betriebsleitung und der staatlichen Stellen konvergierten jedenfalls und man entschied sich für die Nutzung des Lagers in Etzenhofen als Arbeitserziehungslager und nicht wie ursprünglich vorgesehen als Arbeitslager. Das Lager bestand im Endausbau aus zwei Holzbaracken und zwei gemieteten Backsteinbauten. Das Wachkommando bestand aus fünfzehn Mann der Völklinger Hütte, die dem Werkschutz der Röchlingwerke angehörten und dem Befehl von SS-Sturmbannführer Erich Rasner unterstanden. Pro Schicht taten drei bis fünf Mann Dienst.
Am 12. April 1943 gab der stellvertretende Betriebsführer Bodenhausen die Einführung eines betrieblichen Schnellgerichts bekannt. Das Schnellgericht tagte alle zwei Wochen. Vorgebrachte Vergehen waren hauptsächlich: „Bummelei“, Urlaubsüberschreitung, „Disziplinlosigkeit“, „Arbeitssabotage“, Arbeitsverweigerung, vorzeitiges Arbeitsende, „Kameradendiebstahl“, „Schleichhandel“, Diebstahl, Bettelei, Unterschlagung, staatsfeindliche Äußerungen sowie unerlaubter Grenzübertritt nach Lothringen. Die Verurteilung zu Haft in einem Arbeitserziehungslager mit einer Haftdauer von drei bis maximal 56 Tage war die häufigste Strafe. Geldbußen oder Einweisungen in die Konzentrationslager Hinzert oder Natzweiler waren die Ausnahme. Laut dem Röchling-Biografen Wolfgang von Hippel kann man in der hochproblematischen Rechtsprechung des Gerichts eine Besserung der bis dahin durch das brutale Belieben der Gestapo bestimmte Bestrafung sehen.
Das Lager bestand bis zur Auflösung des Hüttenbetriebs im Jahr 1944.

## Die Häftlinge
Im Röchlingprozess ging die Anklagevertretung anhand des Eingangsbuchs wegen Mehrfachnennungen fälschlich von 1604 Gefangenen aus. Durch die Zählung der Einzelnamen reduzierte sich die Zahl auf etwa 600 Personen (45 % Ostarbeiter, 30 % Franzosen; 15 % Sonstige) und mittlerweile geht man aufgrund einer Bereinigung von vielfach unterschiedlichen Namensschreibweisen für Einzelhäftlinge noch von 491 Personen aus. Diese wurden vom Schnellgericht der RESW bzw. zu einem kleineren Teil der Carlshütte Diedenhofen in das Lager eingewiesen.
Die Häftlinge mussten vor und nach der Arbeit jeweils eine Stunde anstrengende und demütigende „Gymnastik“ verrichten und wurden im Lager von einigen besonders brutal berüchtigten Werkschutzleuten verbotenerweise geschlagen und durch abgerichtete scharfe Hunde angetrieben. Sie wurden in geschlossenen Kolonnen vom Bahnhof Etzenhofen ins Werk zu mindestens achtstündigen Schichten gebracht und mussten dort besonders schwere und gefährliche Arbeiten wie Koks- und Teerverladen verrichten. Die Ernährung war mangelhaft.

## Aufarbeitung und Erinnern
Die Völklinger Hütte musste 1946 für die französische Militärverwaltung die Häftlinge des Straflagers namentlich erfassen.
Bei den Rastatter Prozessen wurden sowohl Eigentümer und leitende Mitarbeiter der Röchlingwerke im Röchling-Prozess als auch im kleinen Röchlingprozess Werkschutzangehörige angeklagt.
1997 ließ die Gemeinde Püttlingen am Standort des ehemaligen Lagers einen Gedenkstein errichten.